# Рождествено (Собинский район)
Рожде́ствено — село в Собинском районе Владимирской области России. Административный центр Рождественского сельского поселения.

## География
Село расположено в 30 километрах на север от райцентра города Собинка.

## История
В течение XVII-XIX столетий Рождествено принадлежало различным помещикам, как то: Ромодановскому, Урусову, Нарышкину и Всеволожскому. Церковь в селе издавна была в честь Рождества Христова. В книгах патриаршего казенного приказа под 1676 годом она записана: «церковь Рождества Христова в вотчине боярина князя И.И. Ромодановского в селе Рождественом, дани рубль семи денег заезда гривна, и августа в 31 день те деньги взято». 
В 1712 году в селе Рождествене, в вотчине боярина Ф.С. Урусова, построена новая церковь в честь Рождества Христова и в том же году освящена была Волосова монастыря игуменом Николаем; но в 1732 году эта церковь сгорела. По этому случаю «1735 года января 21 дня церкви Рождества Христова поп Василий Федоров в синодальный казенный приказ писал, что в Володимирском уезде в вотчине тайного советника кавалера и сенатора А.Л. Нарышкина в селе Рождествене имелась церковь во имя Рождества Христова, которая в 1732 года сгорела и прошу вместо оной сгорелой Рождественской церкви построить вновь и о том дать указ». В 1736 году церковь была построена и освящена. Ныне существующая каменная церковь в честь Рождества Христова построена в 1809 года усердием владельца села, генерала С.А. Всеволожского. При ней же каменная колокольня. К этой церкви в 1841 года помещик статский советник Н.С. Всеволожский пристроил теплую церковь с престолом - в честь Введения Пресвятой Богородицы в храм. В 1884 году в теплом храме усердием крестьянина Михаила Зазубина устроен другой престол - в честь Архистратига Михаила. Церкви принадлежал каменный двухэтажный дом, в котором помещалась церковно-приходская школа. Приход составлял село и деревни Красково и Шубино. На 1893 год всех дворов в приходе 154, душ мужского пола 425, женского пола 466.
В конце XIX — начале XX века село входило в состав Ставровской волости Владимирского уезда.
С 1929 года село являлось центром Рождественского сельсовета Ставровского района, с 1965 года и вплоть до 2005 года — Собинского района.

## Население
| 1859 | 1897 | 1905 | 1926 | 2002 | 2010 | 2021 |
| ---- | ---- | ---- | ---- | ---- | ---- | ---- |
| 615  | ↘572 | ↗761 | ↘471 | ↗736 | ↘700 | ↗701 |

## Инфраструктура
В селе расположены МБОУ «Рождественская средняя общеобразовательная школа» (открыта в 1976 году), МБДОУ «Детский сад №15 «Колосок», физкультурно-оздоровительный комплекс, отделение почтовой связи 601232, операционная касса №2488/028 Сберегательного Банка РФ, сельхозпредприятие ЗАО им. Ленина.

## Достопримечательности
В селе находится действующая Церковь Рождества Христова (1809). 